# Palais du conseil général
Le palais du Conseil général, anciennement palais du Gouverneur, est un ensemble architectural situé dans la ville de Basse-Terre dans le département de la Guadeloupe en France. Construit en 1935 pour devenir le siège du Conseil général de la Guadeloupe, il est classé aux monuments historiques depuis 1997.

## Historique

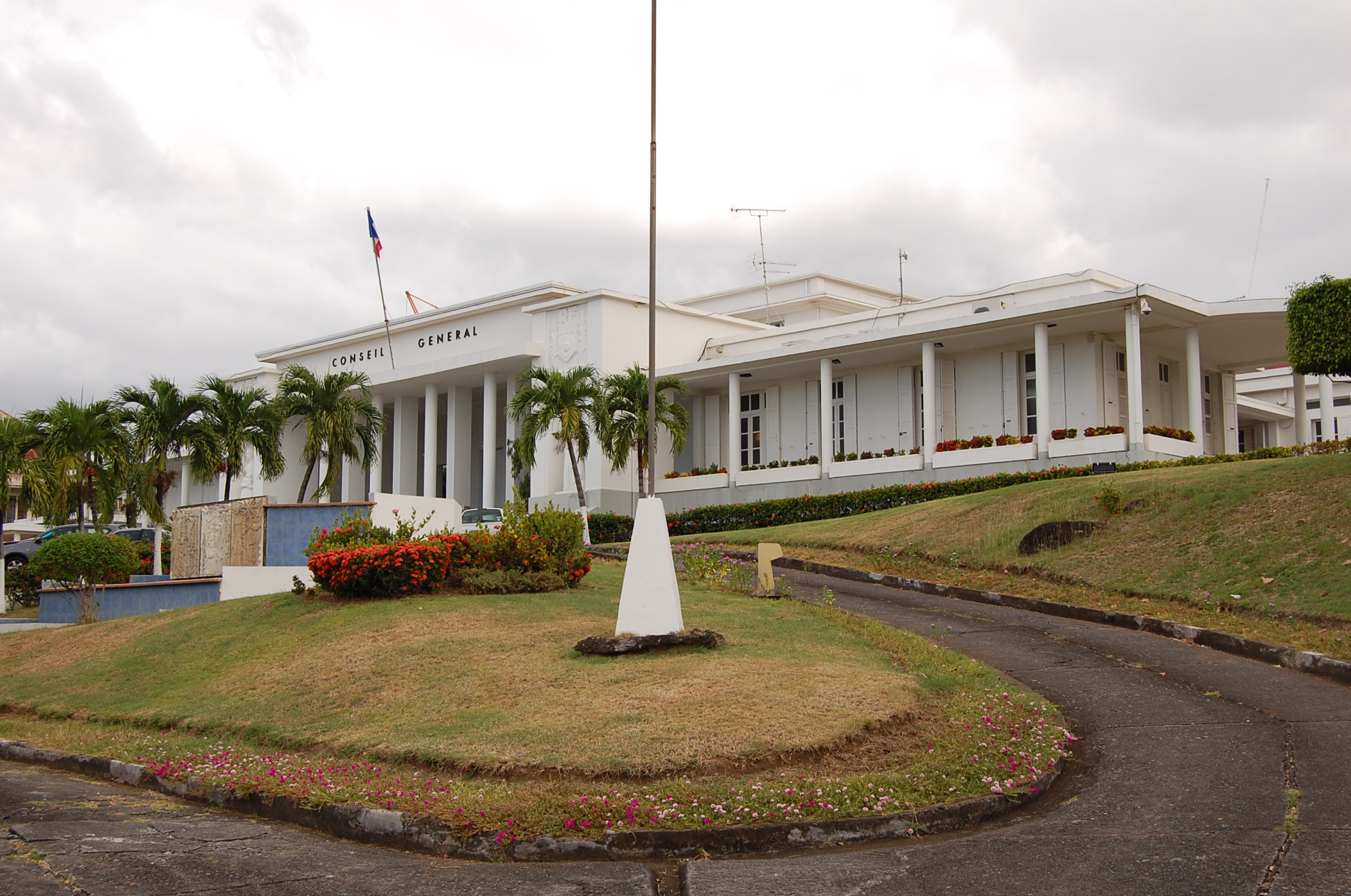
vue latéral du bâtiment.

Le palais du Gouverneur est édifié en 1935 par l'architecte Ali-Georges Tur dans le cadre d'un projet global du Ministère des Colonies pour promouvoir le développement de la préfecture de la Guadeloupe — après les dégâts provoqués par le passage de l'ouragan Okeechobee en septembre 1928 et pour les célébrations du tricentenaire de la présence française sur l'île — qui incluait également l'hôtel de préfecture de la Guadeloupe et le Palais de justice de Basse-Terre. C'est le dernier bâtiment érigé par l'architecte dans l'archipel.
Le 15 décembre 1997, le palais est classé au titre des monuments historiques.

## Architecture et décorations
Le palais, comme tous les bâtiments guadeloupéens d'Ali Tur, est construit en béton armé et dans l'unité stylistique de son œuvre sur l'île (lignes géométriques épurées, colonnade, claustras filtrant la lumière). Il se démarque cependant par son imposante galerie qui crée une zone de transition entre l'intérieur et l'extérieur, abritée des éléments. Parmi les autres éléments distinctifs, le principe de ventilation naturelle n'est pas, pour cet édifice, créé par la hauteur et des caissons mais repose sur une ventilation transversale au sein de pièces uniques avec des ouvertures en vis-à-vis, sans fenêtres qui sont remplacées par des persiennes et de volets, afin de ménager le lit du vent.